# Es Migjorn Gran
Es Migjorn Gran är en kommun i Spanien.Den ligger i den autonoma regionen Balearerna i östra delen av landet. Antalet invånare är 1 690 (2024). Arean är 31,44 kvadratkilometer. Es Migjorn Gran ligger på ön Menorca. Es Migjorn Gran gränsar till Alaior, Ferreries och Es Mercadal. 